# ピエール・シャルル・ルモニエ

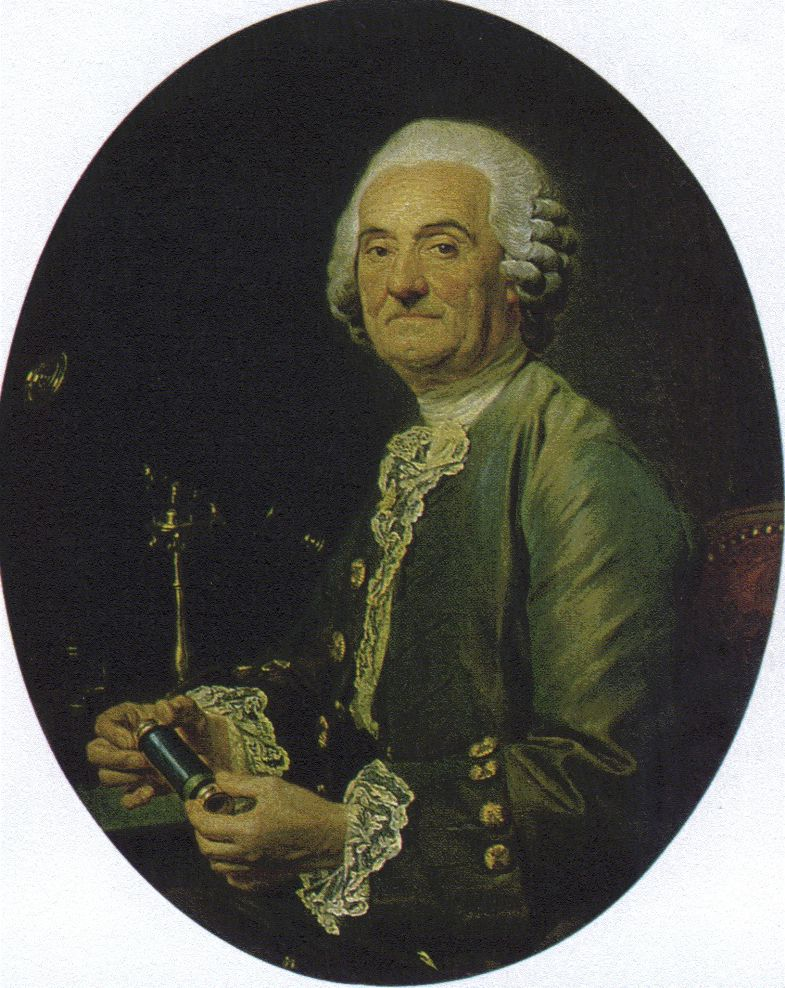
Pierre Charles Le Monnier

ピエール・シャルル・ルモニエ（Pierre Charles Lemonnier、1715年11月23日 - 1799年5月31日) は、フランスの天文学者。

## 人物
パリに生まれた。父親のピエール・ルモニエは数学者・天文学者で、コレージュ・ダルクール（後のリセ・サン＝ルイ）の物理学教授であった。
16歳になる前に最初の天文観測を行い、20歳のときには月面図を作成した業績により科学アカデミーに選ばれた。同じ年に、モーペルテュイやクレローらで構成されたラップランドのトルネ谷における子午線弧長観測隊の隊員に選ばれた。観測から戻った後の1738年に、アカデミーでジョン・フラムスティードの赤経の決定法が優れていることを報告した。
イギリスで行われている観測法、観測機器をフランスに熱心に広めるルモニエの活動は、フランスの天文学の進歩に貢献し、ルモニエの大きな功績であるといえる。ジェームズ・ブラッドリーと章動を考慮した太陽運行表を作り、1741年にはパリ天文台で子午環の使用を始めた。1748年にイギリスを訪れ、王立協会の会長になるモートン伯爵やジェームズ・ショアとともに、スコットランドで食の観測を行った。フランス国王ルイ15世の信頼を得て、最高の観測機器の導入をまかされた。
木星の土星による摂動の観測を行い、その結果は1748年にオイラーによって理論的に裏付けられた。また50年以上にわたる月の運動の観測を行った。地磁気や大気の帯電にも関心を示し、大気の電位が1日の間に一定の周期で変動することを発見した。多くの星の位置の決定を行い、それらの星のなかには、後にハーシェルが惑星であることを発見する天王星であることに気付かず12回以上も別の星として調べた記録も含まれている。コレージュ・ド・フランスで引力の法則の講義を初めて行い、またジェローム・ラランドを見出し、天文学の世界に導いた功績もある。
ラップランドへの子午線弧長測量遠征を記念してトナカイ座を、ロドリゲス島への金星の太陽面通過観測遠征を記念してツグミ座を設定した（どちらも現在は使われていない）。また、ジャン・フォルタンが企てた『フラムスティード星図』のフランス語縮刷版（『フラムスティード天球図譜』の翻訳原著）の監修を担当した。そのため、同書にはルモニエが設定したトナカイ座が見えているほか、天球図も彼が作成したものに差し替えられている。
バイユーの近くのエリル（fr:Héril）で没した。
3人の娘の内の一人がジョゼフ＝ルイ・ラグランジュの妻である。